# Puchar Polski w piłce nożnej (2009/2010)
Puchar Polski w piłce nożnej mężczyzn 2009/2010 – rozgrywki mające na celu wyłonienie zdobywcy Pucharu Polski, który zakwalifikuje się tym samym do Ligi Europy UEFA sezonu 2010/2011.
Rozgrywki składają się z 8 części:

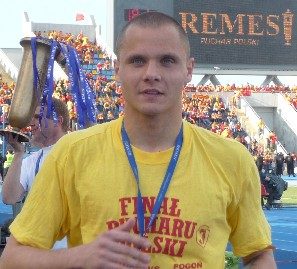
Rafał Gikiewicz po zdobyciu Pucharu Polski przez Jagiellonię Białystok

- meczów rundy przedwstępnej z udziałem 36 zespołów występujących w II lidze sezonu 2008/2009 oraz 16 zdobywców Pucharu Polski na szczeblu regionalnym,
- meczów rundy wstępnej z udziałem zwycięzców poprzedniej rundy,
- meczów I rundy z udziałem zwycięzców poprzedniej rundy oraz 18 zespołów występujących w I lidze sezonu 2008/2009,
- meczów 1/16 finału z udziałem zwycięzców poprzedniej rundy oraz 16 zespołów występujących w Ekstraklasie sezonu 2008/2009,
- meczów 1/8 finału,
- dwumeczów 1/4 finału,
- dwumeczów 1/2 finału,
- meczu finałowego.

## Terminarz

### Runda przedwstępna
Wszystkie mecze – 29 lipca 2009, godz. 17:00.
| Drużyna 1                      | Wynik              | Drużyna 2                    |
| ------------------------------ | ------------------ | ---------------------------- |
| Gryf Kamień Pomorski           | 0:2                | Nielba Wągrowiec             |
| Olimpia Elbląg                 | 1:2 (dogr.)        | Pogoń Szczecin               |
| Olimpia Grudziądz              | 2:1                | Elana Toruń                  |
| Piast Kobylin                  | 3:1                | Czarni Żagań                 |
| Warmia Grajewo                 | 1:0                | Zawisza Bydgoszcz            |
| Bytovia II Bytów               | 2:1                | OKS 1945 Olsztyn             |
| Pogoń Świebodzin               | 1:2                | Kotwica Kołobrzeg            |
| KS Bystrzyca Kąty Wrocławskie  | 0:2                | MKS Kluczbork                |
| Wisła Puławy                   | 2:0                | Wigry Suwałki                |
| Mazur Karczew                  | 3:0                | ŁKS Łomża                    |
| Ruch Zdzieszowice              | 1:0 (dogr.)        | Unia Janikowo                |
| Omega Kleszczów                | 2:1 (dogr.)        | Jarota Jarocin               |
| Korona II Kielce               | 3:0                | Ślęza Wrocław                |
| Ruch Radzionków                | 1:0                | KSZO Ostrowiec Świętokrzyski |
| Resovia                        | 3:1                | Raków Częstochowa            |
| Unia Tarnów                    | 0:2                | GKS Tychy                    |
| Lechia Zielona Góra            | 3:1                | Victoria Koronowo            |
| Polonia Słubice                | 5:0                | Chemik Police                |
| Miedź Legnica                  | 0:1                | Zagłębie Sosnowiec           |
| Jeziorak Iława                 | 2:1                | Ruch Wysokie Mazowieckie     |
| Stal Poniatowa                 | 3:4 (dogr.)        | Start Otwock                 |
| Concordia Piotrków Trybunalski | 2:4                | Sandecja Nowy Sącz           |
| Hetman Zamość                  | 5:1                | Sokół Aleksandrów Łódzki     |
| Przebój Wolbrom                | 4:2                | Górnik Wieliczka             |
| Nida Pińczów                   | 1:1 (dogr.) k. 3:5 | Kolejarz Stróże              |
| Okocimski KS Brzesko           | 1:0                | Pelikan Łowicz               |

### Runda wstępna
Mecze 2 i 5 – 11 sierpnia 2009, godz 17:00, 15:00

Reszta meczów – 12 sierpnia 2009, godz 17:00
| Drużyna 1          | Wynik              | Drużyna 2            |
| ------------------ | ------------------ | -------------------- |
| Korona II Kielce   | 0:2                | MKS Kluczbork        |
| Olimpia Grudziądz  | 1:0                | Jeziorak Iława       |
| Bytovia II Bytów   | 5:3 (dogr.)        | Wisła Puławy         |
| GKS Tychy          | 1:1 (dogr.) k. 4:3 | Sandecja Nowy Sącz   |
| Kotwica Kołobrzeg  | 5:7 (dogr.)        | Pogoń Szczecin       |
| Zagłębie Sosnowiec | 4:1                | Przebój Wolbrom      |
| Warmia Grajewo     | 1:2                | Polonia Słubice      |
| Ruch Radzionków    | 5:0                | Kolejarz Stróże      |
| Piast Kobylin      | 1:1 (dogr.) k. 5:4 | Lechia Zielona Góra  |
| Mazur Karczew      | 0:1                | Start Otwock         |
| Resovia            | 0:2                | Okocimski KS Brzesko |
| Ruch Zdzieszowice  | 2:1                | Omega Kleszczów      |
| Nielba Wągrowiec   | •                  | wolny los            |
| Hetman Zamość      | •                  | wolny los            |

### I runda
- Mecze 25-26 sierpnia

| Drużyna 1            | Wynik             | Drużyna 2                  |
| -------------------- | ----------------- | -------------------------- |
| Zagłębie Sosnowiec   | 2:0               | Flota Świnoujście          |
| Pogoń Szczecin       | 2:0               | Motor Lublin               |
| GKS Tychy            | 1:1(dogr.) k. 3:2 | Górnik Łęczna              |
| Polonia Słubice      | 3:1               | GKS Katowice               |
| Piast Kobylin        | 3:1               | Zagłębie Lubin             |
| Hetman Zamość        | 1:1(dogr.) k. 5:4 | Warta Poznań               |
| Bytovia II Bytów     | 1:0               | Tur Turek                  |
| Ruch Zdzieszowice    | 0:3               | Dolcan Ząbki               |
| Olimpia Grudziądz    | 3:0(w.o.)         | Kmita Zabierzów            |
| Nielba Wągrowiec     | 3:1               | Znicz Pruszków             |
| Ruch Radzionków      | 0:1               | Korona Kielce              |
| MKS Kluczbork        | 0:0(dogr.) k. 2:3 | GKP Gorzów Wielkopolski    |
| Start Otwock         | 2:1               | Podbeskidzie Bielsko-Biała |
| Stal Stalowa Wola    | 2:1               | Wisła Płock                |
| GKS Jastrzębie       | 3:4               | Widzew Łódź                |
| Okocimski KS Brzesko | -                 | wolny los                  |

| 25 sierpnia 2009 20:00 | Zagłębie Sosnowiec · Myśliwy 22' · Jaromin 64' | 2:0(1:0) | Flota Świnoujście | Stadion Ludowy, Sosnowiec |
|                        |                                                |          |                   |                           |

| 25 sierpnia 2009 19:00 | Pogoń Szczecin · Dziuba 6' · Rogalski 88' | 2:0(1:0) | Motor Lublin | Stadion Miejski, Szczecin |
|                        |                                           |          |              |                           |

| 26 sierpnia 2009 17:00                      | GKS Tychy · Wróbel 37' | 1:1 (dog.) k. 3:2(1:0)                               | Górnik Łęczna · Surdykowski 73' | Stadion Miejski, Tychy |
|                                             |                        |                                                      |                                 |                        |
|                                             |                        | Rzuty karne                                          |                                 |                        |
| Sieniawski · Ankowski · Kopczyk · Masternak |                        | Bartoszewicz · Jędrzejuk · Niżnik · Wójcik · Wallace |                                 |                        |

| 25 sierpnia 2009 17:00 | Polonia Słubice · Posmyk 9' · Matwijów 24' · Marcinkowski 74' | 3:1(2:0) | GKS Katowice · Mieszczak 81' | Stadion OSiR, Słubice |
|                        |                                                               |          |                              |                       |

| 26 sierpnia 2009 17:00 | Piast Kobylin · Pospiech 33' · Rejek 42' · Kempiński 73' | 3:1(2:0) | Zagłębie Lubin · Micanski 66' | Stadion Miejski, Kobylin |
|                        |                                                          |          |                               |                          |

| 26 sierpnia 2009 17:00                                  | Hetman Zamość · Lindner 59' | 1:1 (dog.) k. 5:40:1                                 | Warta Poznań · Klatt 42' | Stadion OSiR, Zamość |
|                                                         |                             |                                                      |                          |                      |
|                                                         |                             | Rzuty karne                                          |                          |                      |
| Łytwyniuk · Kaczmarek · Fundakowski · Lindner · Skórski |                             | Klatt · Miklosik · Bała · Wojciechowski · Otuszewski |                          |                      |

| 25 sierpnia 2009 17:00 | Bytovia II Bytów · Łapigrowski 38' | 1:0(1:0) | Tur Turek | Stadion MOSiR, Bytów |
|                        |                                    |          |           |                      |

| 25 sierpnia 2009 17:00 | Ruch Zdzieszowice | 0:3(0:2) | Dolcan Ząbki · Imeh 19', 27' · Jakubczak 68' (sam.) | Stadion Miejski, Zdzieszowice |
|                        |                   |          |                                                     |                               |

Olimpia Grudziądz – Kmita Zabierzów zweryfikowano jako walkower 3:0 gdyż drużyna Kmity wycofała się z rozgrywek.
| 25 sierpnia 2009 17:00 | Nielba Wągrowiec · Leśniewski 13' · Halaburda 86' · Witomski 89' | 3:1(1:0) | Znicz Pruszków · Feliksiak 76' | Stadion OSiR, Wągrowiec |
|                        |                                                                  |          |                                |                         |

| 25 sierpnia 2009 17:00 | Ruch Radzionków | 0:1(0:0) | Korona Kielce · Cichos 58' | Stadion Miejski, Radzionków |
|                        |                 |          |                            |                             |

| 25 sierpnia 2009 17:00                                      | MKS Kluczbork | 0:0 (dog.) k. 2-3(0:0),(0:0)                               | GKP Gorzów Wielkopolski | Stadion Miejski, Kluczbork |
|                                                             |               |                                                            |                         |                            |
|                                                             |               | Rzuty karne                                                |                         |                            |
| Sobota · Kazimierowicz · Tuszyński · Odrzywolski · Surowiak |               | Piątkowski · Maliszewski · Sing · Łuszkiewicz · Janusiński |                         |                            |

| 26 sierpnia 2009 17:00 | Start Otwock · Wocial 3' · Uzoma 82' | 2:1(1:1) | Podbeskidzie Bielsko-Biała · Matawu 44' | Stadion Miejski, Otwock |
|                        |                                      |          |                                         |                         |

| 26 sierpnia 2009 17:00 | Stal Stalowa Wola · Wieprzęć 13' (k.) · Mychalczuk 71' | 2:1(1:0) | Wisła Płock · Chwastek 89' | Stadion MOSiR, Stalowa Wola |
|                        |                                                        |          |                            |                             |

| 26 sierpnia 2009 17:00 | GKS Jastrzębie · Wawrzyczek 52' · Jadach 77' · Hajczuk 89' | 3:4(0:4) | Widzew Łódź · Sernas 20', 25' · Grzelczak 28', 45' | Stadion Miejski, Jastrzębie-Zdrój |
|                        |                                                            |          |                                                    |                                   |

Drużyna Okocimski Klub Sportowy Brzesko otrzymała wolny los.

### 1/16 finału
| 23 września 2009 15:45 | Okocimski Klub Sportowy Brzesko · Ogar 57' | 1:2(0:1) | Arka Gdynia · Sakaliew 39' · Mrowiec 62' | Stadion Miejski, Brzesko Widzów: 1700 |
|                        |                                            |          |                                          |                                       |

| 7 października 2009 18:00 | Pogoń Szczecin · Wólkiewicz 60' · Hrymowicz 67' | 2:0(0:0) | Polonia Warszawa | Stadion Miejski, Szczecin Widzów: 4000 |
|                           |                                                 |          |                  |                                        |

| 23 września 2009 16:00 | Olimpia Grudziądz · Koczur 5' | 1:2(1:1) | Odra Wodzisław Śląski · Chwalibogowski 4' · Piechniak 62' | Stadion Miejski, Grudziądz Widzów: 3500 |
|                        |                               |          |                                                           |                                         |

| 23 września 2009 20:15 | Zagłębie Sosnowiec · Gancarczyk 31' (sam.) · Filipowicz 47' | 2:0(1:0) | Górnik Zabrze | Stadion Ludowy, Sosnowiec Widzów: 6000 |
|                        |                                                             |          |               |                                        |

| 23 września 2009 15:30 | Start Otwock · Radžius 42' (sam.) · Warszawski 45' · Sobótka 81' | 3:2(2:0) | ŁKS Łódź · Świątek 51' · Kujawa 90' | Stadion Miejski, Otwock Widzów: 1500 |
|                        |                                                                  |          |                                     |                                      |

| 23 września 2009 16:15 | Bytovia II Bytów · Łapigrowski 14' · Pufelski 59' | 2:1(1:0) | Polonia Bytom · Kulpaka 70' | Stadion MOSiR, Bytów Widzów: 1800 |
|                        |                                                   |          |                             |                                   |

| 29 września 2009 15:00 | GKP Gorzów Wielkopolski | 0:2(0:1) | Legia Warszawa · Szałachowski 16' · Mięciel 90' | Stadion OSiR, Gorzów Wielkopolski Widzów: 4500 |
|                        |                         |          |                                                 |                                                |

| 23 września 2009 16:00 | Hetman Zamość | 0:3(0:1) | Wisła Kraków · Ćwielong 39' · Małecki 75', 82' | Stadion OSiR, Zamość Widzów: 7000 |
|                        |               |          |                                                |                                   |

| 29 września 2009 15:30 | Nielba Wągrowiec · Leśniewski 29' | 1:3(1:2) | Lechia Gdańsk · Buzała 19', 48' · Nowak 23' | Stadion OSiR, Wągrowiec Widzów: 600 |
|                        |                                   |          |                                             |                                     |

| 23 września 2009 16:00                | Piast Kobylin · Kempiński 34' (k.) | 1:1 (dog.) k. 2:4(1:0)               | Cracovia · Klich 73' | Stadion Miejski, Kobylin Widzów: 3000 |
|                                       |                                    |                                      |                      |                                       |
|                                       |                                    | Rzuty karne                          |                      |                                       |
| Reyer · Kendzia · Kempiński · Nowicki |                                    | Matusiak · Wasiluk · Klich · Derbich |                      |                                       |

| 23 września 2009 16:00 | Polonia Słubice · Wawszczak 85' | 1:2(0:1) | Piast Gliwice · Łudziński 34' · Maciejak 63' | Stadion OSiR, Słubice Widzów: 1000 |
|                        |                                 |          |                                              |                                    |

| 23 września 2009 16:00 | GKS Tychy | 0:1 (dog.)(0:0) | Jagiellonia Białystok · Grosicki 120' | Stadion Miejski, Tychy Widzów: 2000 |
|                        |           |                 |                                       |                                     |

| 23 września 2009 16:00                           | Dolcan Ząbki · Stańczyk 5' | 1:1 (dog.) k. 5:4(1:0)                      | Śląsk Wrocław · Dudek 69' | Stadion MKS, Ząbki Widzów: 800 |
|                                                  |                            |                                             |                           |                                |
|                                                  |                            | Rzuty karne                                 |                           |                                |
| Ziajka · Stańczyk · Kosiorowski · Korkuć · Tataj |                            | Dudek · Mila · Biliński · Ulatowski · Fojut |                           |                                |

| 23 września 2009 20:15 | Korona Kielce · Edson 16' · Kiełb 32' · Konon 81' | 3:1(2:0) | GKS Bełchatów · Ujek 53' | Stadion Miejski, Kielce Widzów: 5136 |
|                        |                                                   |          |                          |                                      |

| 29 września 2009 15:30                         | Stal Stalowa Wola | 0:0 (dog.) k. 4:1(0:0)     | Lech Poznań | Stadion MOSiR, Stalowa Wola Widzów: 5000 |
|                                                |                   |                            |             |                                          |
|                                                |                   | Rzuty karne                |             |                                          |
| Mihalevskyy · Wasilewski · Maciorowski · Czpak |                   | Đurđević · Bosacki · Injac |             |                                          |

| 23 września 2009 18:00 | Widzew Łódź | 0:1(0:0) | Ruch Chorzów · Bieniuk 80' (sam.) | Stadion Widzewa Łódź, Łódź Widzów: 7200 |
|                        |             |          |                                   |                                         |

### 1/8 finału
| 27 października 2009 13:00 | Bytovia II Bytów | 0:2(0:1) | Wisła Kraków · 15' Ćwielong · 61' Łobodziński | Stadion MOSiR, Bytów Widzów: 5000 |
|                            |                  |          |                                               |                                   |

| 27 października 2009 13:00 | Dolcan Ząbki · Stańczyk 12' · Ziajka 42' · Tataj 75' | 3:4 (dog.)(2:1) | Korona Kielce · 33' Buśkiewicz · 65' Wilk · 68' Kiełb · 111' Łatka | Stadion MKS, Ząbki |
|                            |                                                      |                 |                                                                    |                    |

| 27 października 2009 18:00 | Zagłębie Sosnowiec · Jaromin 36', 59' · Koźmiński 76' | 3:0(1:0) | Stal Stalowa Wola | Stadion Ludowy, Sosnowiec |
|                            |                                                       |          |                   |                           |

| 27 października 2009 20:15 | Pogoń Szczecin · Petasz 40', 78' | 2:0(1:0) | Piast Gliwice | Stadion Miejski im. Floriana Krygiera, Szczecin |
|                            |                                  |          |               |                                                 |

| 28 października 2009 13:00 | Start Otwock | 0:1(0:1) | Ruch Chorzów · 44' Nowacki | Stadion Miejski, Otwock |
|                            |              |          |                            |                         |

| 3 listopada 2009 20:15 | Arka Gdynia | 0:2 (dog.)(0:0) | Jagiellonia Białystok · 94' (k), 112' (k) Frankowski | Stadion Miejski w Gdyni, Gdynia |
|                        |             |                 |                                                      |                                 |

| 11 listopada 2009 15:00 | Lechia Gdańsk · Buzała 35' | 1:0(1:0) | Odra Wodzisław Śląski | Stadion Miejski, Gdańsk |
|                         |                            |          |                       |                         |

| 25 listopada 2009 20:15 | Legia Warszawa · Szałachowski 100' · Rybus 117' | 2:0 (dog.)(0:0) | Cracovia | Stadion Wojska Polskiego, Warszawa |
|                         |                                                 |                 |          |                                    |

### 1/4 finału
| Drużyna 1                            | Wynik dwumeczu | Drużyna 2             | Pierwszy mecz | Drugi mecz |
| ------------------------------------ | -------------- | --------------------- | ------------- | ---------- |
| Ruch Chorzów                         | 2:2 (pd)       | Legia Warszawa        | 1:0           | 1:2        |
| Zagłębie Sosnowiec                   | 1:4            | Pogoń Szczecin        | 0:3           | 1:1        |
| Korona Kielce                        | 3:4            | Jagiellonia Białystok | 3:1           | 0:3        |
| Lechia Gdańsk                        | 3:1            | Wisła Kraków          | 0:0           | 3:1        |
| Po lewej gospodarz pierwszego meczu. |                |                       |               |            |

| 16 marca 2010 18:00 | Ruch Chorzów · Sobiech 73' | 1:0(0:0) | Legia Warszawa | Stadion Ruchu, Chorzów Widzów: 4 500 Sędzia: Daniel Stefański |
|                     |                            |          |                |                                                               |

| 23 marca 2010 14:00 | Legia Warszawa · Grzelak 66' · Jarzębowski 120' | 2:1 (dogr.)(0:0) | Ruch Chorzów · 108' Janoszka | Stadion Wojska Polskiego, Warszawa Widzów: 800 Sędzia: Paweł Gil |
|                     |                                                 |                  |                              |                                                                  |

Wynik dwumeczu: 2-2. Awans: Ruch Chorzów (bramka na wyjeździe)
| 16 marca 2010 18:50 | Zagłębie Sosnowiec | 0:3(0:0) | Pogoń Szczecin · 67', 83' Lebedyński · 90' Zawadzki | Stadion Ludowy, Sosnowiec Widzów: 5 500 Sędzia: Adam Lyczmański |
|                     |                    |          |                                                     |                                                                 |

| 24 marca 2010 20:00 | Pogoń Szczecin · Dziuba 16' | 1:1(1:0) | Zagłębie Sosnowiec · 65' Pajączkowski | Stadion Miejski im. Floriana Krygiera, Szczecin Sędzia: Artur Radziszewski |
|                     |                             |          |                                       |                                                                            |

Wynik dwumeczu: 4-1. Awans: Pogoń Szczecin
| 17 marca 2010 18:00 | Korona Kielce · Mijailović 28' · Zieliński 33' · Tataj 40' | 3:1(3:1) | Jagiellonia Białystok · 20' Frankowski | Stadion Miejski, Kielce Widzów: 4 000 Sędzia: Włodzimierz Bartos |
|                     |                                                            |          |                                        |                                                                  |

| 24 marca 2010 18:00 | Jagiellonia Białystok · Klepczarek 16' · Jezierski 56' · Hermes 68' (k) | 3:0(1:0) | Korona Kielce | Stadion Miejski, Białystok Widzów: 4 500 Sędzia: Marcin Szulc |
|                     |                                                                         |          |               |                                                               |

Wynik dwumeczu: 4-3. Awans: Jagiellonia Białystok
| 17 marca 2010 18:30 | Lechia Gdańsk | 0:0(0:0) | Wisła Kraków | Stadion MOSiR, Gdańsk Widzów: 5 000 Sędzia: Szymon Marciniak |
|                     |               |          |              |                                                              |

| 23 marca 2010 20:00 | Wisła Kraków · Małecki 22' (k) | 1:3(1:3) | Lechia Gdańsk · 1' Surma · 10' (sam.) Piotr Brożek · 37' Lukjanovs | Stadion Suche Stawy, Kraków Widzów: 2 000 Sędzia: Marcin Borski |
|                     |                                |          |                                                                    |                                                                 |

Wynik dwumeczu: 3-1. Awans: Lechia Gdańsk

### 1/2 finału
| Drużyna 1                            | Wynik dwumeczu | Drużyna 2             | Pierwszy mecz | Drugi mecz |
| ------------------------------------ | -------------- | --------------------- | ------------- | ---------- |
| Lechia Gdańsk                        | 2:3            | Jagiellonia Białystok | 1:2           | 1:1        |
| Ruch Chorzów                         | 1:1 (br.wyj.)  | Pogoń Szczecin        | 1:1           | 0:0        |
| Po lewej gospodarz pierwszego meczu. |                |                       |               |            |

| 6 kwietnia 2010 20:15 | Lechia Gdańsk · Wołąkiewicz 90' | 1:2(0:2) | Jagiellonia Białystok · 6' Grzyb · 28' Bruno | Stadion MOSIR, Gdańsk Widzów: 6 500 Sędzia: Marek Karkut |
|                       |                                 |          |                                              |                                                          |

| 4 maja 2010 20:15 | Jagiellonia Białystok · Frankowski 73' | 1:1(0:0) | Lechia Gdańsk · 88' Bajić | Stadion Miejski, Białystok Widzów: 6 000 Sędzia: Tomasz Mikulski |
|                   |                                        |          |                           |                                                                  |

Wynik dwumeczu: 2-3 . Awans: Jagiellonia Białystok 
| 6 kwietnia 2010 20:00 | Ruch Chorzów · Sobiech 49' | 1:1(0:0) | Pogoń Szczecin · 84' Mysiak | Stadion Ruchu, Chorzów Widzów: 6 000 Sędzia: Piotr Siedlecki |
|                       |                            |          |                             |                                                              |

| 4 maja 2010 17:45 | Pogoń Szczecin | 0:0(0:0) | Ruch Chorzów | Stadion Miejski im. Floriana Krygiera, Szczecin Widzów: 13 000 Sędzia: Dawid Piasecki |
|                   |                |          |              |                                                                                       |

Wynik dwumeczu: 1-1 . Awans: Pogoń Szczecin (bramka na wyjeździe)

### Finał
| 22 maja 2010 15:30 | Pogoń Szczecin | 0:10:0Raport | Jagiellonia Białystok · 49' Skerla | Stadion im. Zdzisława Krzyszkowiaka, Bydgoszcz Widzów: 12 000 Sędzia: Robert Małek (Zabrze) |
|                    |                |              |                                    |                                                                                             |

| Puchar Polski w piłce nożnej 2009/2010 Zwycięzcy |
| ------------------------------------------------ |
| Jagiellonia Białystok 1. Tytuł                   |